# Autostrada A48 (Niemcy)
Autostrada A48 (niem. Bundesautobahn 48 (BAB 48), także Autobahn 48 (A48)) – autostrada federalna w Niemczech przebiegająca na osi wschód-zachód, od skrzyżowania z autostradą A1 na węźle Dreieck Vulkaneifel do skrzyżowania z autostradą A3 na węźle Dreieck Dernbach w Nadrenii-Palatynacie.
Dawniej tym numerem oznaczany był odcinek autostrady A5 Reiskirchen – Niederaula.

## Odcinki międzynarodowe
Droga na całej swej długości jest częścią trasy europejskiej E44.